# Neverwhere
Neverwhere è una serie televisiva di genere fantastico andata in onda nel 1996 sul canale BBC Two, scritta da Neil Gaiman, prodotta da Clive Brill, diretta da Dewi Humphrey e corredata da una sigla di testa e di coda dell'artista visivo Dave McKean, alla sua ennesima collaborazione con Gaiman.
La serie, andata in onda a partire dal 12 settembre 1996 sul canale BBC Two, è composta da sei puntate di trenta minuti ciascuna.
L'autore Neil Gailman trasse dalla sceneggiatura della serie il romanzo Nessun dove (Neverwhere), pubblicato quando la serie era giunta al terzo episodio, seguendo sostanzialmente la stessa trama  anche se con alcune differenze; il romanzo in seguito ha avuto due diverse edizioni aggiornate. Dalla serie tv è anche stata tratta una miniserie a fumetti nel 2005.

## Trama
Richard Mayhew è un giovane scozzese del tutto ordinario, con solo qualche piccola bizzarria vagamente kitsch, come la mania di collezionare piccoli troll di plastica dai capelli fluorescenti. Sta per trasferirsi a Londra, dalla periferia alla metropoli, per cominciare la sua vita adulta, lavorare, farsi strada nel mondo reale.
Quello che invece troverà a Londra è una rivelazione.
Grazie ad una coincidenza, l'incontro con una ragazza ferita ed esausta per la strada, Richard scopre l'esistenza di un mondo parallelo, popolato e plasmato da tutti coloro che vivono ai margini, gli invisibili, i pazzi, quelli che la gente tende a ignorare.
Al seguito della giovane ferita - che in realtà è Lady Porta in fuga da due cacciatori ridicoli e terrificanti - Richard finirà in una tana del bianconiglio straordinariamente profonda, alla scoperta di "Londra Sotto", la Londra "sotterranea", per cercare - attraverso prove e inganni, e con l'aiuto di bizzarri personaggi - chi ha ordinato (e perché) la morte della famiglia di Porta.

## Personaggi e interpreti principali
- Richard Oliver Mayhew - Gary Bakewell
- Porta - Laura Fraser
- Mr. Croup - Hywel Bennett
- Mr. Vandemar - Clive Russell
- Il Marchese di Carabas - Paterson Joseph
- Old Bailey -  Trevor Peacock
- Jessica - Elizabeth Marmur
- Iliaster - Richard Leaf
- Lord Rat-Speaker - Sean O'Callaghan
- Padrone di casa - George Jackos
- Sylvia - Geraldine McNulty
- Gary - Damien Lyne
- L'Angelo Islington - Peter Capaldi
- Hunter - Tanya Moodie
- Anasthesia - Amy Marston

## Episodi
1. Door
2. Knightsbridge
3. Earl's court to Islington
4. Blackfriars
5. Down Street
6. As Above, So Below

## Opere derivate
Neil Gailman ha tratto dalla sceneggiatura della serie il romanzo Nessun dove (Neverwhere), pubblicato quando la serie era giunta al terzo episodio.
Nel luglio del 2005 è stata pubblicata una trasposizione in fumetti di Neverwhere edita dalla sezione Vertigo della DC Comics. I testi della miniserie sono di Mike Carey (già sceneggiatore, tra l'altro, della serie Vertigo Lucifer, una sorta di sequel del Sandman di Gaiman), mentre i disegni e le copertine sono di Glenn Fabry (già copertinista della serie Preacher, sempre per l'etichetta Vertigo).
Nel marzo del 2013 è stato trasmesso da BBC Radio 4 un adattamento radiofonico con le voci di James McAvoy, Natalie Dormer, Benedict Cumberbatch e Sir Christopher Lee.